# 1528

## Události
- Ferdinand I. zakázal svolávání krajských sjezdů (tzv. sněmíků) bez svolení krále. Zakázáno je i svolávání velkých obcí.
- dobyvatel Hernán Cortés přivezl do Španělska ze země Aztéků v Mexiku kakao, čokoládové placky a semena kakaovníku
- Usnesením bylo nařízeno, že „děvečkám svobodným nemá šenku vinného ani pivního dopuštěno býti, nýbrž do dvú nedělí se jim šenk vyzdvihuje pod trestem 1 kopy míšeňské“.

## Narození
Česko
- 14. listopadu – Jaroslav z Pernštejna, český šlechtic († 27. července 1560)
- ? – Mordechaj Maisel, primas Židovského města pražského († 13. března 1601)
- ? – Lazar Ercker ze Schreckenfelsu, nejvyšší hormistr království Českého († 6. ledna 1594)

Svět
- 29. února – Albrecht V. Bavorský, vévoda bavorský († 24. října 1579)
- 21. června – Marie Španělská, španělská infantka a jako manželka Maxmiliána II. císařovna, královna česká, uherská, chorvatská a slavonská († 1603)
- 7. července – Anna Habsburská, rakouská arcivévodkyně a bavorská vévodkyně († 1590)
- 16. listopadu – Jana III. Navarrská, královna navarrská († 9. června 1572)
- ? – Micuhide Akeči, japonský válečník († 2. července 1582)
- ? – Federico Barocci, italský malíř († 30. září 1612)
- ? – Pedro da Fonseca, portugalský teolog a filozof († 4. listopadu 1599)
- ? – Paolo Veronese, italský renesanční malíř († 19. dubna 1588)

## Úmrtí
Česko
- 11. prosince – Lukáš Pražský, český teolog a biskup Jednoty bratrské (* asi 1460)

Svět
- 10. března – Balthasar Hubmaier, německý anabaptistický teolog (* nejspíše 1485)
- 6. dubna – Albrecht Dürer, německý malíř (* 21. května 1471)
- 3. května – Clarise Medicejská, italská šlechtična (* 1493)
- 4. května – Bernhard Strigel, německý malíř pozdní gotiky a rané renesance (* kolem 1460)
- 31. srpna – Matthias Grünewald, německý renesanční malíř (* asi 1470)
- ? – Císařovna Čchen (Ťia-ťing), mingská císařovna, manželka Ťia-ťinga (* 1508)
- ? – Pánfilo de Narváez, španělský conquistador a cestovatel (* 1470)
- ? – Giovanni da Verrazzano, italský (florentský) mořeplavec, cestovatel a objevitel (* 1485)

## Hlavy států
- České království – Ferdinand I.
- Svatá říše římská – Karel V.
- Papež – Klement VII.
- Anglické království – Jindřich VIII. Tudor
- Francouzské království – František I.
- Polské království – Zikmund I. Starý
- Uherské království – Ferdinand I. – Jan Zápolský
- Španělské království – Karel V.
- Burgundské vévodství – Karel V.
- Portugalsko – Jan III. Portugalský
- Dánsko, Norsko – Frederik I. Dánský
- Švédsko – Gustav I. Vasa
- Osmanská říše – Sulejman I.
- Perská říše – Tahmásp I.